# Saint-Pierre-d'Aubézies
Saint-Pierre-d'Aubézies è un comune francese di 80 abitanti situato nel dipartimento del Gers nella regione dell'Occitania.

## Società

### Evoluzione demografica
Abitanti censiti